# 사무라이 쇼다운 IV
《사무라이 쇼다운 IV: 아마쿠사의 복수》(영어: Samurai Shodown IV: Amakusa's Revenge)는 SNK가 제작한 아케이드용 대전 격투 게임이다. 《사무라이 쇼다운》 시리즈 네번째 작품으로, 전작에서 소개됐던 게임플레이 시스템을 가다듬고 공격적인 플레이를 가능케하는 뒤로 돌기와 연속 베기를 추가했다. 일본서 《사무라이 스피리츠: 아마쿠사 강림》(サムライスピリッツ天草降臨)라는 제목으로 1996년 10월 25일 처음 출시됐다.
아케이드로 처음 출시된 후 네오지오와 네오지오 CD로 이식됐다. 1997년에 플레이스테이션과 세가 새턴으로 이식판이 출시됐고, 이후 디지털 플랫폼으로 여러 차례 재발매됐다.

## 게임플레이
기본적으로 전작 《사무라이 쇼다운 III》의 시스템을 물려받았으나 공중 막기나 분노 게이지 자력충전 등이 없어졌다. 대신 연속베기라는 콤보 시스템이 추가됐다.
아케이드 모드는 시간 제한이 있기 때문에 제한 시간 내에 상대 6명을 쓰러뜨리지 않으면 배드 엔딩이 나온다. 6명을 쓰러뜨리면 사악한 아마쿠사, 미나즈키 잔쿠로, 라이벌 캐릭터 순서로 셋과 싸우며 모두 쓰러뜨릴 경우 굿 엔딩을 볼 수 있다.

## 발매
플레이스테이션 이식판 《사무라이 스피리츠: 아마쿠사 강림 스페셜》에는 《사무라이 쇼다운 II》에서 등장했던 참참을 고를 수 있다. 미나즈키 잔쿠로도 대전 모드에서 사용 가능하다.